# Protomyces buerenianus
Protomyces buerenianus  (лат.) — вид грибов из семейства Протомициевые (Protomycetaceae), паразит галинсоги (Galinsoga).
Вызывает образование галлов на стеблях, реже на листьях и корнях. Галлы твёрдые, высотой до 0,5 см, чаще расположены вдоль жилок.
Аскогенные клетки гриба (см. Протомициевые#Морфология) гладкие, светло-жёлтые или буроватые, от шаровидной до широкоэллипсоидной формы, размерами 35—70×45—80 мкм, покрыты коричневой оболочкой толщиной 2,5—6 мкм.
Вид описан в Германии на галинсоге мелкоцветковой (Galinsoga parviflora), встречается также в Польше и Швейцарии.